# موتور جما (دومک، یک)
موتور جما یا موتور جمارحیم خان دومک روستایی در دهستان دومک بخش نصرت‌آباد شهرستان زاهدان استان سیستان و بلوچستان ایران است.

## جمعیت
بر پایه سرشماری عمومی نفوس و مسکن در سال ۱۳۹۵ جمعیت این روستا ۲۱۴ نفر (۵۴خانوار) بوده‌است.